# O’Donnell Peak
Der O’Donnell Peak ist ein 2850 m hoher Berg im ostantarktischen Viktorialand. Sein Gipfel ragt 8 km westlich des Joice-Eisfalls aus dem nördlichen Polarplateau westlich der Millen Range in der Barker Range der Victory Mountains auf.
Der United States Geological Survey kartierte ihn anhand eigener Vermessungen und Luftaufnahmen der United States Navy aus den Jahren von 1960 bis 1964. Das Advisory Committee on Antarctic Names benannte ihn 1969 nach Frank B. O’Donnell, Meteorologe auf der Hallett-Station im Jahr 1962.